# Prahova (distrito)
Prahova é um judeţ (distrito) da Romênia, na região da Valáquia. Sua capital é a cidade de Ploieşti.